# 레기온알프스
레기온알프스(RegionAlp)는 스위스 발레주의 철도 회사이다. 이 철도는 스위스 연방 철도(SBB), 마르티니 지역 교통(TMR) 및 발레주의 합작 투자 회사이다. 생젱골프와 브리크 사이의 심플론선과 마르티니-오르시에르선에서 여객 열차를 운행한다. 2018년에는 전년 대비 6% 증가한 910만 명의 승객을 수송했다.

## 기업 개요
레기온 알프스 SA는 2003년 스위스 연방 철도(SBB)와 마르티니 지역 교통(TMR)이 발레 지역 여객 운송을 위한 공동 자회사로 설립했다. 발레주는 2009년에 회사의 세 번째 주주가 되었다. 그 이후로 SBB가 70%, TMR 18%, 발레주가 12%의 자본금을 보유하고 있다.

## 운행
2015년 12월 13일 시간표가 변경된 이후 RER 열차는 월요일부터 금요일까지 30분 간격으로 운행되고 있어 사실상 S-반의 역할을 하고 있다. 
운영되는 노선망은 긴 본선과 2개의 짧은 지선으로 구성된다.
- 장거리 본선 (146km): 생젱골프 - 생모리스, 마르티니 - 시옹 - 브리크
- 단거리 지선 (19km) : 마르티니 – 샹브랑쉐 – 오르시에르
- 단거리 지선 (6km) : 샹브랑쉐 – 르샤블,